# Barbus ablabes
Barbus ablabes är en fiskart som först beskrevs av Bleeker, 1863.  Barbus ablabes ingår i släktet Barbus och familjen karpfiskar. IUCN kategoriserar arten globalt som livskraftig. Inga underarter finns listade.